# Обсада на Ловеч (1187)
Обсадата на Ловеч е тримесечна българо-византийска битка през пролетта на 1187 г. Резултатът е победа за българите.

## Обсада на Ловеч (1187)

### Разположение на силите
Успешното въстание на Асеневци срещу византийското иго през 1185 г. довежда до провъзгласяване на възстановяването на Българската държава. Проблемите на Византия с норманите забавят ромейската реакция. Император Исак II Ангел планира поход срещу въстаниците, който да пренесе военните действия в Северна България. Първият е през 1186 г. За втория избира направление за движение Средец – Велико Търново. Действията в Западна Стара планина са разчетени и с оглед установяване на пряка връзка със съюзния унгарски крал. Ромейската войска се съсредоточава при град Средец. Поради настъпилата зима походът се отлага за пролетта на 1187 г.
Българската войска през 1186 г. е съсредоточена около столицата Велико Търново и проходите в Централна Стара планина. Откривайки съсредоточаването на ромейски сили при град Средец, българското командване прегрупира войската в направление на проходите на Западна Стара планина.

### Битка
Исак II Ангел се насочва през пролетта на 1187 г. от Средец към столицата Велико Търново. По пътя за настъпление достига до Ловешката средновековна крепост. Обсаждана е от византийската войска в продължение на три месеца. Крепостта и силно пресечения терен в района на град Ловеч спират ромейското настъпление. Достига се до равновесие на силите и започват преговори.

### Резултати
Според византийския историк Никита Хониат, който е единствения източник за събитието, византийският император снема обсадата на Ловеч. Взема в плен Мария, съпруга на Иван Асен I, и по-малкия му брат Калоян, и изтегля армията си на юг. По същото време сарацинският султан Салах ад-Дин превзема след обсада знаковия за всички християни град Йерусалим.
Професор Васил Златарски приема, че „под стените на крепостта е сключен Ловешкият мирен договор през 1187 г. С него Византия признава независимостта на онези български области, в които се разпростира въстанието, а Асен и Петър за български владетели“.